# اصغر نصیری
اصغر نصیری (متولد میانه) فارغ‌التحصیل رشتهٔ کارگردانی از مجتمع آموزشی سینما، فعالیت در عرصهٔ سینما را از سال ۱۳۷۰ با عنوان‌های برنامه‌ریز، دستیار کارگردان، تدوین‌گر شروع کرد. اولین فیلم بلند سینمایی‌اش، مجروح جنگی، در هفدهمین دوره جشنواره فیلم فجر و جشنواره دفاع مقدس حضور داشت. دومین فیلم بلندش لوکوموتیوران، بود و ستیز با درون و شغال دیگر فیلم‌های سینمایی او هستند.
وی عضو پیوستهٔ کانون کارگردانان سینمای ایران و عضو انجمن تهیه‌کنندگان مستقل سینمای ایران می‌باشد.

## فعالیت‌ها

### تدوین
- سریال هدف (۱۳۷۳)
- مجروح جنگی (۱۳۷۷)
- لوکوموتیوران (۱۳۷۹)
- پارمیدا (۱۳۸۸)
- فیلم آتش بس بیمارستان (۱۳۸۸)
- شغال (۱۳۸۴)
- ستیز با درون (۱۳۸۳)
- سرزمین من سرسبز بود (۱۳۹۰)
- اشک و سکوت(۱۳۹۲)
- ماهرخ(۱۳۹۴)
- مسلخ(۱۳۹۵)
- جد خوب من(۱۳۹۷)

### تهیه‌کننده و کارگردان
- مجروح جنگی (۱۳۷۷) کارگردان و سرمایه‌گذار
- لوکوموتیوران (۱۳۷۹) کارگردان
- شغال (۱۳۸۴) کارگردان
- آخرین حرف (۱۳۸۷)کارگردان
- منفی هجده (۱۳۸۶) نویسنده و کارگردان
- پارمیدا (۱۳۸۸)
- فیلم آتش بس بیمارستان (۱۳۸۸)
- سرزمین من سرسبز بود(۱۳۹۰)
- ستیز با درون(۱۳۸۳)نویسنده و تهیه‌کننده و کارگردان
- اشک و سکوت (۱۳۹۰) تهیه‌کننده و کارگردان
- تله فیلم ماهرخ (۱۳۹۴) تهیه‌کننده و کارگردان
- مسلخ (۱۳۹۵) نویسنده و کارگردان و تهیه‌کننده
- ازدواج جنجالی(۱۴۰۰) تهیه‌کننده و کارگردان و نویسنده[۲]

### طراح صحنه
- مجروح جنگی (۱۳۷۷)
- لوکوموتیوران (۱۳۷۹)
- شغال (۱۳۸۴)